# Schietsport op de Olympische Zomerspelen 1948
De schietsport is een van de sporten die beoefend werden tijdens de Olympische Zomerspelen 1948 in Londen.

## Heren

### vrij geweer 300 m drie houdingen
| rang   | sporter            | land | score |
| ------ | ------------------ | ---- | ----- |
| Goud   | Emil Grünig        | SUI  | 1120  |
| Zilver | Pauli Janhonen     | FIN  | 1114  |
| Brons  | Willy Røgeberg     | NOR  | 1112  |
| 4      | Kurt Johansson     | SWE  | 1104  |
| 5      | Vilho Leskinen     | FIN  | 1103  |
| 6      | Olavi Elo          | FIN  | 1095  |
| 7      | Halvor Kongsjorden | NOR  | 1093  |
| 8      | Holger Erbén       | SWE  | 1091  |

### kleinkalibergeweer 50 m liggend
| rang   | sporter               | land | score |
| ------ | --------------------- | ---- | ----- |
| Goud   | Arthur Cook           | USA  | 599   |
| Zilver | Walter Tomsen         | USA  | 599   |
| Brons  | Jonas Jonsson         | SWE  | 597   |
| 4      | Halvor Kongsjorden    | NOR  | 597   |
| 5      | Thore Skredegaard     | NOR  | 597   |
| 6      | Enrique Baldwin Ponte | PER  | 596   |
| 7      | Jaako Ravila          | FIN  | 596   |
| 8      | Willy Røgeberg        | NOR  | 596   |

### vrij pistool 50 m
| rang   | sporter              | land | score |
| ------ | -------------------- | ---- | ----- |
| Goud   | Edwin Vásquez Cam    | PER  | 545   |
| Zilver | Rudolf Schnyder      | SUI  | 539   |
| Brons  | Torsten Ullman       | SWE  | 539   |
| 4      | Huelet Benner        | USA  | 539   |
| 5      | Beat Rhyner          | SUI  | 536   |
| 6      | Angel de León Gozalo | ESP  | 534   |
| 7      | Ambrus Balogh        | HUN  | 532   |
| 8      | Marcel LaFortune     | BEL  | 530   |

### snelvuurpistool 25 m
| rang   | sporter                            | land | score |
| ------ | ---------------------------------- | ---- | ----- |
| Goud   | Károly Takács                      | HUN  | 580   |
| Zilver | Carlos Enrique Díaz Sáenz Valiente | ARG  | 571   |
| Brons  | Sven Lundqvist                     | SWE  | 569   |
| 4      | Torsten Ullman                     | SWE  | 564   |
| 5      | Leonard Ravilo                     | FIN  | 563   |
| 6      | Väinö Heusala                      | FIN  | 563   |
| 7      | Lajos Börzsönyi                    | HUN  | 562   |
| 8      | Birger Andersen                    | NOR  | 559   |

## Medaillespiegel
| rang   | land             | goud | zilver | brons | totaal |
| ------ | ---------------- | ---- | ------ | ----- | ------ |
| 1      | Verenigde Staten | 1    | 1      | 0     | 2      |
| 1      | Zwitserland      | 1    | 1      | 0     | 2      |
| 3      | Hongarije        | 1    | 0      | 0     | 1      |
| 3      | Peru             | 1    | 0      | 0     | 1      |
| 5      | Argentinië       | 0    | 1      | 0     | 1      |
| 5      | Finland          | 0    | 1      | 0     | 1      |
| 7      | Zweden           | 0    | 0      | 3     | 3      |
| 8      | Noorwegen        | 0    | 0      | 1     | 1      |
| totaal | totaal           | 4    | 4      | 4     | 12     |